# Araski
Araski est un village de la paroisse de Tapa, dans le comté de Lääne-Viru, dans le nord-est de l'Estonie.